# Perotrochus midas
Perotrochus midas är en snäckart som beskrevs av F. M. Beyer 1965. Perotrochus midas ingår i släktet Perotrochus och familjen Pleurotomariidae. Inga underarter finns listade i Catalogue of Life.